# Архив Югославии
Архив Югославии (серб. Архив Југославије) — сербский архив, который хранит архивные материалы центральных органов власти и государственных учреждений Королевства Югославии и социалистической Югославии с 1918 по 2006 гг., а также личные фонды и коллекции. Основан в 1950 году в Белграде.

## История
Идея об основании архива Югославии возникла в 1922 году и прорабатывалась вплоть до 1935 года, однако до создания архива дело не дошло. Архив Югославии был основан 21 января 1950 года. Первоначально он назывался Государственным архивом ФНРЮ. В 1964 году архив получил нынешнее название — Архив Югославии. Под этим названием архив существует до сих пор. В 2003 году из-за создания Государственного союза Сербии и Черногории стал называться Архивом Сербии и Черногории. В 2009 году архиву было возвращено старое название.

## Характеристика
Архив Югославии хранит 24,5 километра архивных материалов за период с 1918 по 2006 гг., которые размещены в 840 фондах и коллекциях. Материалы касаются деятельности центральных органов власти и государственных учреждений в областях внутренней и внешней политики, финансов, экономики, здравоохранения, образования, культуры, социальной политики, банковского дела и т. д. Архивные материалы за период с 1918 по 1945 гг. включают 148 фондов. Остальные фонды касаются деятельности органов власти социалистической Югославии. В ходе бомбардировок Югославии силами НАТО в 1999 году было уничтожено 5 фондов Архива Югославии. Архив также хранит личные фонды и коллекции (всего 73 фонда).

## Здание

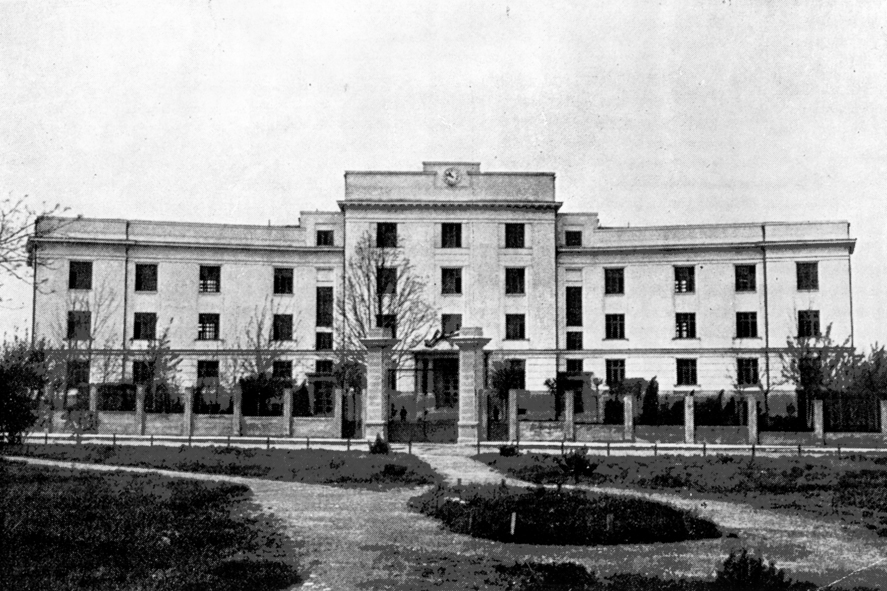
Дом короля Александра I для учеников средней школы (1933)

Здание начали строить в 1931 году. В 1933 году оно было построено по проекту архитектора Воина Петровича. 3-этажное здание было сделано в стиле академизма, его площадь составила около 8000 квадратных метров. Первоначально здание называлось Домом короля Александра I для учеников средней школы, в котором учились курсанты Мужской гимназии короля Александра I Карагеоргиевича.
Во время Второй мировой войны здание было занято гестапо и немецкой военной командой. С 1945 по 1953 гг. в здании находилась политическая школа. Затем до 1970 года здание использовало Министерство внутренних дел Югославии. 19 марта 1969 года здание было передано Архиву Югославии. 22 марта 2007 года сербское правительство присвоило архиву статус памятника культуры.
Во дворе архива перед главным входом находится бюст короля Югославии Александра I, который был установлен в 2003 году. Для изготовления бронзового бюста была использована работа скульптора Славко Милетича, отлитая в бронзе в 1936 году.